# Tubonosy
Tubonosy (Murininae) – podrodzina ssaków z rodziny mroczkowatych (Vespertilionidae).

## Zasięg występowania
Podrodzina obejmuje gatunki występujące w południowej i południowo-wschodniej Azji, Australii oraz na wyspach Oceanu Spokojnego.

## Systematyka

### Podział systematyczny
Do podrodziny należą następujące rodzaje:
- Harpiocephalus J.E. Gray, 1842 – harpiogłów – jedynym przedstawicielem jest Harpiocephalus harpia (Temminck, 1840) – harpiogłów mniejszy
- Harpiola O. Thomas, 1915 – trąbkonos
- Murina J.E. Gray, 1842 – tubonos